# Marion Game
Pour les articles homonymes, voir Marion et Game.
Marion Game, née Madeleine Gamé le 31 juillet 1938 à Casablanca, au Maroc, et morte le 23 mars 2023 à Clamart, dans les Hauts-de-Seine, est une actrice française.
Dans les années 1970 et 1980, elle est régulièrement présente à la télévision et au cinéma. Elle a été la partenaire de Jean-Pierre Mocky dans son film très remarqué L'Albatros (1971). À la télévision, elle a souvent été présente dans Au théâtre ce soir. 
Elle se fait connaître du grand public pour son interprétation d'Huguette dans la série quotidienne Scènes de ménages (2009-2023). En parallèle, elle joue aussi le rôle sporadique d'Andrée Boher dans Plus belle la vie.

## Biographie

### Jeunesse et formation
Marion Game — Madeleine Gamé pour l'état civil — naît le 31 juillet 1938 à Casablanca. Son père, entrepreneur en travaux publics installé au Maroc, meurt alors qu’elle a neuf ans et sa mère démunie confie ses deux filles à leur grand-mère, à Casablanca.
Mais dans ces temps d'indépendance du Maghreb, l'hostilité à l'égard des pieds-noirs est quotidienne. Sa mère, ses amies et son cousin se résignent à quitter le pays. Il faudra qu'un attentat au marché central la blesse pour convaincre Marion de quitter le pays de son enfance, avec son mari et sa fille. Quelque temps logés à Bordeaux, ils s'installent au Vésinet en banlieue parisienne. Après son divorce elle s'inscrit alors au cours Simon, pour apprendre l'art dramatique. En 1968 elle est lauréate du prix Marcel-Achard qui récompense, avec le prix François-Périer, les meilleurs élèves de chaque promotion.

### Carrière
Malgré ce prix et sa polyvalence (théâtre, cinéma, télévision), ses premiers engagements sont modestes. Au cours des années 1970, on lui confie cependant des seconds rôles de plus en plus consistants. À la télévision par exemple, elle joue dans des séries comme Gil Blas de Santillane (1974), Ces beaux messieurs de Bois-Doré (1976), Nana (1981).
Elle participe aussi régulièrement à deux jeux télévisés emblématiques des années 1970-1980 : Les Jeux de 20 heures sur FR3 et L'Académie des neuf sur Antenne 2 et joue dans quelques spot publicitaires.
À partir de 2009, elle interprète Huguette dans Scènes de ménages sur M6, où elle acquiert une célébrité très tardivement. De 2010 à 2012, elle apparaît aussi régulièrement dans la série Plus belle la vie sur France 3. Elle monte sur les planches en 2011 avec La Brigade des tigresses aux côtés de Laura Préjean, Anjaya et Virginie Ledieu.
Marion Game est également active dans le doublage. Elle est notamment la voix française de Jane Kaczmarek, qui joue le rôle de Loïs dans la série télévisée Malcolm, et du personnage de Phyllis Van De Kamp dans Desperate Housewives. Elle donne également sa voix au personnage de Malory Archer dans la série d'animation Archer.
Marion Game est la marraine de promotion 1990 de l'ENSEA à Cergy-Pontoise.

### Mort

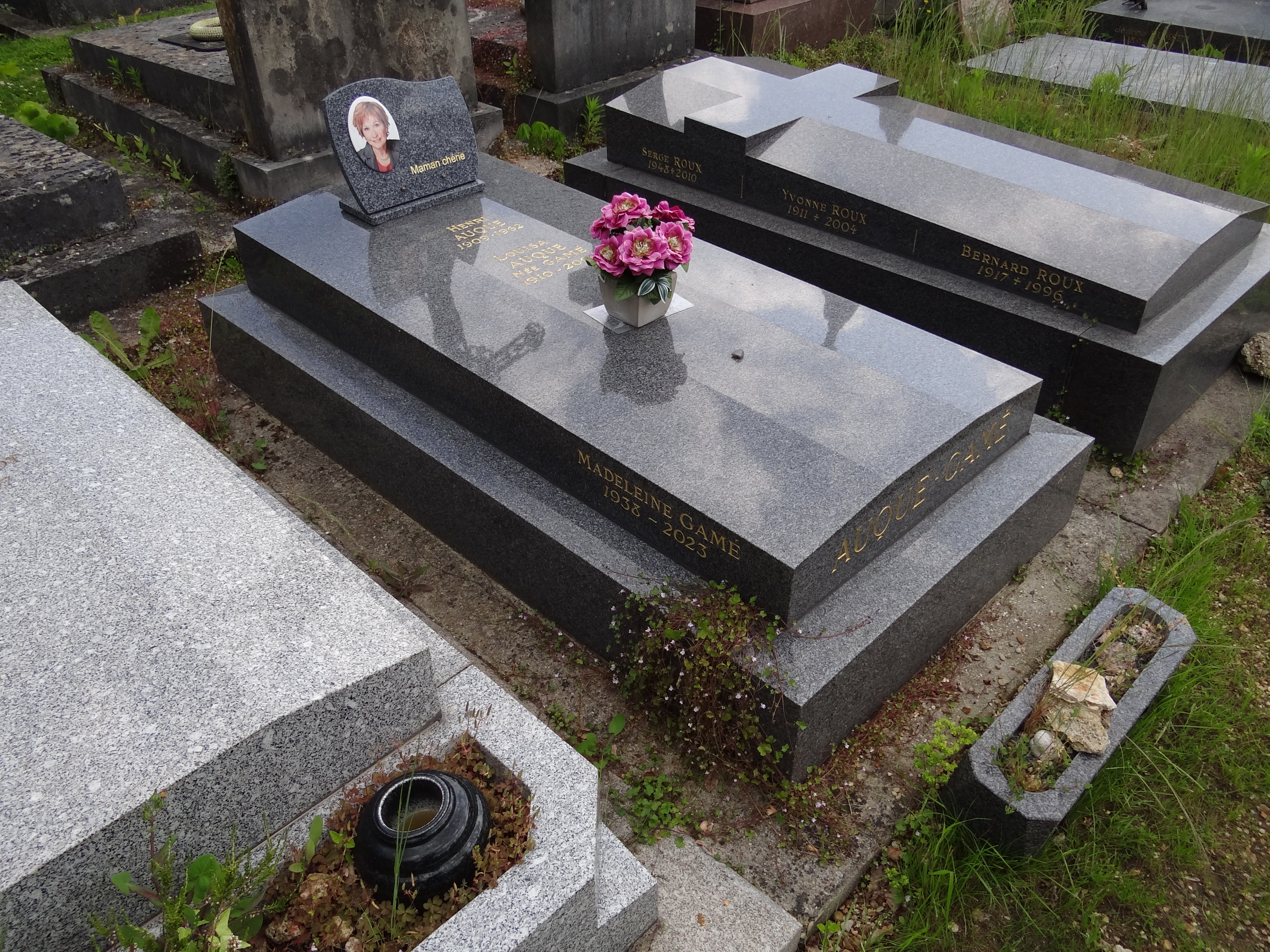
La tombe de Marion Game au cimetière des Arches de Louveciennes (Yvelines).

Marion Game meurt à son domicile de Clamart (Hauts-de-Seine), le 23 mars 2023, à l'âge de 84 ans,. Ses obsèques ont lieu le 31 mars 2023 à l'église Saint-Roch de Paris, suivies par son inhumation dans la plus stricte intimité au cimetière des Arches de Louveciennes en présence de quelques acteurs de Scènes de ménages dont Gérard Hernandez et Frédéric Bouraly.

### Vie privée
Marion Game épouse Philippe Ledieu en 1959, neuf mois après naît leur fille Virginie. De 1968 à 1972, elle est la compagne de l'animateur Jacques Martin (1933-2007).
Elle a eu également deux fils avec le comédien suisse Jacques Verlier (1933-1992) : Mathieu, artiste peintre, et Romain.

## Théâtre
- 1966 : Boeing Boeing de Marc Camoletti, Comédie-Caumartin
- 1968 : Black Comedy de Peter Shaffer, adaptation Pierre Barillet et Jean-Pierre Grédy, mise en scène Raymond Gérôme, théâtre des Célestins
- 1968 : Au théâtre ce soir : La Part du feu de Louis Ducreux, mise en scène de l'auteur et Maurice Ducasse, réalisation Pierre Sabbagh, théâtre Marigny
- 1970 : Au théâtre ce soir : George et Margaret de Marc-Gilbert Sauvajon, mise en scène Jacques-Henri Duval, réalisation Pierre Sabbagh, théâtre Marigny
- 1970 : Au théâtre ce soir : La Roulotte de Michel Duran, mise en scène Alfred Pasquali, réalisation Pierre Sabbagh, théâtre Marigny
- 1970 : Un sale égoïste de Françoise Dorin, mise en scène Michel Roux, théâtre Antoine
- 1971 : Une fille dans ma soupe de Terence Frisby, adaptation Marcel Moussy, théâtre des Célestins
- 1971 : Deux femmes pour un fantôme et La Baby-sitter de René de Obaldia, mise en scène Pierre Franck, théâtre de l'Œuvre ; reprise en 1973 au théâtre des Célestins
- 1975 : Au théâtre ce soir : La Nuit du 16 janvier d'Ayn Rand, mise en scène André Villiers, réalisation Pierre Sabbagh, théâtre Édouard-VII
- 1975 : Au théâtre ce soir : Demandez Vicky de Marc-Gilbert Sauvajon, mise en scène Jacques-Henri Duval, réalisation Pierre Sabbagh, théâtre Édouard-VII
- 1977 : Une femme presque fidèle de Jacques Bernard, mise en scène Claude Brosset, Élysée-Montmartre
- 1978 : Boeing Boeing de Marc Camoletti, Comédie-Caumartin : Berthe
- 1978 : Au théâtre ce soir : Le Diable à quatre de Louis Ducreux, mise en scène Max Fournel, réalisation Pierre Sabbagh, théâtre Marigny
- 1978 : Au théâtre ce soir : La Crécelle de Charles Dyer, mise en scène Michel Fagadau, réalisation Pierre Sabbagh, théâtre Marigny
- 1979 : La Perle des Antilles, opérette de Francis Lopez, théâtre de la Renaissance
- 1979 : Ne quittez pas de Marc-Gilbert Sauvajon et Guy Bolton, théâtre Marigny : Anne
- 1980 : Au théâtre ce soir : Ne quittez pas de Marc-Gilbert Sauvajon et Guy Bolton, mise en scène Max Fournel, réalisation Pierre Sabbagh, théâtre Marigny
- 1980 : Au théâtre ce soir : La Coquine d'André Roussin, mise en scène Bernard Dhéran, réalisation Pierre Sabbagh, théâtre Marigny
- 1981 : Au théâtre ce soir : Trésor de Jean Marsan, mise en scène Jean-Pierre Bouvier, réalisation Pierre Sabbagh, théâtre Marigny
- 1981 : Princesse Baraka de Robert Thomas, mise en scène Jean-Luc Moreau, théâtre Hébertot
- 1982 : Le Nombril de Jean Anouilh, mise en scène Jean Anouilh et Roland Piétri, théâtre de l'Atelier
- 1982 : Au théâtre ce soir : La Foire aux sentiments de Roger Ferdinand, mise en scène Jean Kerchbron, réalisation Pierre Sabbagh, théâtre Marigny
- 1984 : Au théâtre ce soir : J'y suis, j'y reste de Raymond Vincy et Jean Valmy, mise en scène Robert Manuel, réalisation Pierre Sabbagh, théâtre Marigny
- 1984 : J'y suis, j'y reste de Raymond Vincy et Jean Valmy, théâtre Marigny
- 1985-1986 : De doux dingues de Michel André, mise en scène de Jean Le Poulain, théâtre des Nouveautés
- 1993 : Contribution directe de Jean-Jacques Bricaire, mise en scène Daniel Colas, tournées Herbert-Karsenty
- 1997 : Sacré Noël de Bruno Druart, mise en scène Henri Lazarini, théâtre de La Mare au diable (Palaiseau) puis théâtre Rive gauche
- 2007 : Les Bitumeuses de Delphine Guilloneau, mise en scène Rodolphe Sand, Comédie Bastille
- 2009-2010 : Dernière station avant l'autoroute de Pascal Martin, mise en scène Yves Pignot, tournée
- 2011 : La Brigade des tigresses de Gilles Gressard, mise en scène Eric Hénon, théâtre le Temple
- 2012-2013 : Le Squat de Jean-Marie Chevret, mise en scène Jean-Pierre Dravel, tournée
- 2014-2015 : Tous des malades de Jean-Jacques Thibaud, mise en scène Jean-Pierre Dravel, tournée puis Palais des glaces
- 2016-2017 : Aux frais de la princesse de Jean Franco, mise en scène Didier Brengarth, tournée
- 2018-2019 : C'est pourtant simple ! de Sophie Brachet, mise en scène Luq Hamet, théâtre d'Edgar puis tournée

## Filmographie

### Cinéma
- 1967 : Les Poneyttes de Joël Le Moigné
- 1970 : La Liberté en croupe d'Édouard Molinaro : Pamela
- 1970 : Êtes-vous fiancée à un marin grec ou à un pilote de ligne ? de Jean Aurel
- 1971 : Le Cri du cormoran le soir au-dessus des jonques de Michel Audiard : Mirabelle
- 1971 : L'Albatros de Jean-Pierre Mocky : Paula Cavalier
- 1971 : Les Bidasses en folie de Claude Zidi : Crème
- 1973 : La Dernière Bourrée à Paris de Raoul André : Lucie
- 1973 : La Grande Nouba de Christian Caza : la propriétaire de la parfumerie
- 1974 : Y'a un os dans la moulinette de Raoul André : Flora
- 1974 : C'est pas parce qu'on a rien à dire qu'il faut fermer sa gueule... de Jacques Besnard : Lulu
- 1974 : Vous ne l'emporterez pas au paradis de François Dupont-Midy : Nadine
- 1974 : La Fille d'Amérique de David Newman : Michèle
- 1975 : Les Onze Mille Verges d'Éric Lipmann : Hélène
- 1975 : Oublie-moi, Mandoline de Michel Wyn : Frédérique
- 1975 : L'Acrobate de Jean-Daniel Pollet : Lili
- 1977 : La Tortue sur le dos de Luc Béraud : Sylvie
- 1980 : Voulez-vous un bébé Nobel ? de Robert Pouret : la présentatrice
- 1982 : Doux moments du passé de Carlos Saura : Amparo
- 1983 : Mon curé chez les Thaïlandaises de Robert Thomas : Georgette
- 1985 : Le Facteur de Saint-Tropez de Richard Balducci : Chantal Sagazan
- 1985 : Parking de Jacques Demy : l'habilleuse
- 1988 : Blancs cassés de Philippe Venault : Hélène
- 2020 : Le voleur rose : Pink Thief de Mustafa Ozgun

#### Courts métrages
- 1971 : L'Enfant de l'automne de Jean-Jacques Goron
- 1991 : Besoins de Fabien Beauger, Christophe Slimani et Nicolas Royer
- 1996 : Un dimanche chez les Pinto d'Yvette Caldas
- 1998 : Jamais 203 de Véronique Seret
- 1999 : Tout tout près de Fabrice Maruca

### Télévision
- 1968 : Les Demoiselles de Suresnes de Pierre Goutas : Muriel
- 1972 : François Gaillard ou la Vie des autres, épisode Joseph de Jacques Ertaud : Valérie Brignoud
- 1973 : Les Cinq Dernières Minutes, épisode Meurtre par intérim de Claude Loursais : Claudine Mareul
- 1974 : Malaventure, épisode Aux innocents les mains pleines de Joseph Drimal
- 1974 : Gil Blas de Santillane de Jean-Roger Cadet : Herminia
- 1974 : Les Brigades du Tigre, épisode Visite incognito de Victor Vicas
- 1975 : Splendeurs et misères des courtisanes : Europe
- 1976 : Ces beaux messieurs de Bois-Doré de Bernard Borderie : Belinde
- 1977 : Attention, chien méchant de Bernard Roland
- 1978 : Claudine s'en va d'Édouard Molinaro : Léonie
- 1978 : Désiré Lafarge, épisode Les Vacances de Désiré Lafarge de Jacques Krier : Mme Grenant, l'épicière
- 1981 : Nana de Maurice Cazeneuve : Zoé
- 1982 : Julien Fontanes, magistrat : Sonia
- 1982 : Les Nouvelles Brigades du Tigre, épisode S.O.S Tour Eiffel de Victor Vicas : la barmaid du dancing le Bird Eye
- 1990 : Tribunal, épisode Des cris dans la nuit (183) : Maïté Denuzière
- 1991 : Cas de divorce, épisode 31 : Jeanne Ducas
- 1997 : Quai no 1 : Babette (4 épisodes)
- 1999-2008 : Boulevard du Palais : Simone Rivière
- 1999 : Madame le Proviseur, épisode L'Heure de la sortie : Valérie Sabatier
- 2006 : Capitaine Casta : Amélie a disparu de Joyce Buñuel : Roberte
- 2007 : La Traque de Laurent Jaoui : Raïssa
- 2009 - 2023 : Scènes de ménages : Huguette
- 2010-2012 : Plus belle la vie : Andrée Boher
- 2010 : Alice Nevers : le juge est une femme, épisode Les Enfants de la lumière (8.2) : Aude Lattès
- 2013 : Profilage, épisode L'Étoile filante (4.1) : Brigitte Moisan
- 2016 : Nina, épisode L'Hôpital et ses fantômes (2.5) : Évelyne
- 2017 : Camping Paradis, épisode Trois papas et une maman (8.4) : Michèle

#### Publicités
2020 : Revitive Medic Plus,

## Doublage

### Cinéma

#### Films
- Margo Martindale dans :
  - Million Dollar Baby (2005) : Earline Fitzgerald
  - Esther (2009) : Dr Browning
  - Hannah Montana, le film (2009) : Ruby
- Stockard Channing dans : 
  - Grease (1978) : Betty Rizzo
  - Anything Else (2003) : Paula
- Nancy Fish dans :
  - Birdy (1984[12]) : Mrs. Prevost
  - The Mask (1994) : Mme Bonpoil
- Amy Madigan dans :
  - Les Rues de feu (1984) : McCoy
  - Gone Baby Gone (2007) : Bea McCready
- Julie Christie dans :
  - Les Coulisses du pouvoir (1986) : Ellen Freeman
  - Autour de Lucy (2002) : Dori, la mère de Lucy
- Sally Field dans :
  - La télé lave plus propre (1991) : Celeste Talbert / Maggie
  - Forrest Gump (1994) : la mère de Forrest
- Piper Laurie dans :
  - Storyville (1992) : Constance Fowler
  - Crossing Guard (1995) : Helen Booth
- Julie Walters dans :
  - Mamma Mia! (2008) : Rosie Mulligan
  - Mamma Mia! Here We Go Again (2018) : Rosie Mulligan
- 1969[13] : Casanova, un adolescent à Venise : Zanetta (Maria Grazia Buccella)
- 1971[14] : L'Apprentie sorcière : Mrs. Hobsday (Tessie O'Shea)[15]
- 1976 : Le Trésor de Matacumba : Lauriette (Joan Hackett)
- 1976 : Un vendredi dingue, dingue, dingue : Mary Kay Gilbert (Karen Smith)
- 1977 : L'Empire des fourmis géantes : Coreen Bradford (Pamela Susan Shoop)
- 1977 : La Coccinelle à Monte-Carlo : Diane Darcy (Julie Sommars)
- 1979 : Elle : Mary Lewis (Dee Wallace)
- 1979 : C'était demain : Jenny (Karin Collison)
- 1980 : Raging Bull : Irma La Motta, la première femme de Jake (Lori Ann Flax)
- 1980 : Le Chanteur de jazz : Molly Bell (Lucie Arnaz)
- 1980 : Le Droit de tuer : Candy (Cindy Wilks) et Judy Licht
- 1980 : Stardust Memories : une admiratrice de Sandy parlant des ovnis[Qui ?]
- 1982 : Hammett : Kit « Sue Alabama » Conger (Marilu Henner)
- 1983 : L'Héritier de la panthère rose : la comtesse Chandra (Joanna Lumley)
- 1984 : Il était une fois en Amérique : Peggy (Amy Rider) (1er doublage)
- 1985 : La Revanche de Freddy : Cheryl Walsh (Hope Lange)
- 1985 : Série noire pour une nuit blanche : Ellen Okin (Stacey Pickren)
- 1987 : Bigfoot et les Henderson : Irene Moffat (Lainie Kazan)
- 1988 : The Kiss : Brenda Carson (Mimi Kuzyk)
- 1990 : Les Sorcières : Henrietta (Angelique Rockas)
- 1991 : Dans la peau d'une blonde : Margo Brofman (JoBeth Williams)
- 1991 : Elle et lui : Lorie Bryer (Elizabeth Perkins)
- 1991 : Thelma et Louise : Lena, la serveuse (Lucinda Jenney)
- 1991 : Le Plus Beau Cadeau du monde : Sylvia (Renée Taylor)
- 1991 : Junior le terrible 2 : Lawanda Dumore (Laraine Newman)
- 1991 : Ombres et Brouillard : la logeuse de Kleinman (Camille Saviola)
- 1991 : L'embrouille est dans le sac : Nora (Joycelyn O' Brien)
- 1992 : Méli-mélo à Venise : Patricia Fulford (Penelope Wilton)
- 1993 : Pas de vacances pour les Blues : Jane Blue (Kathleen Turner)
- 1993 : Madame Doubtfire : Gloria Chaney (Polly Holliday)
- 1993 : Amityville : Darkforce : l'infirmière Turner (Lin Shaye)
- 1994 : Serial Mother : Dottie Hinkle, la voisine harcelée (Mink Stole)
- 1995 : Casper : voix additionnelle
- 1996 : Leçons de séduction : Doris (Brenda Vaccaro)
- 1997 : George de la jungle : Béatrice Stanhope (Holland Taylor)
- 1997 : In and Out : Bernice Brackett (Debbie Reynolds)
- 1998 : Sexcrimes : Ruby (Carrie Snodgress)
- 1999 : P'tits Génies : Margo (Ruby Dee)
- 2000 : Escrocs mais pas trop : May, la cousine de Frenchie (Elaine May)
- 2001 : Une famille encombrante : Jane, la mère (Janet Carroll)
- 2002 : Arrête-moi si tu peux : Darcy (Candice Azzara)
- 2002 : Allumeuses ! : Mrs. Franklin (Nancy Priddy)
- 2003 : Mystic River : Esther Harris (Jenny O'Hara)
- 2003 : Mambo Italiano : Lina Paventi (Mary Walsh)
- 2004 : Lolita malgré moi : Mme Héron (Ana Gasteyer)
- 2004 : Eurotrip : Mme Thomas (Cathy Meils)
- 2004 : Ocean's Twelve : Molly Star / Mme Caldwell (Cherry Jones)
- 2005 : Burt Munro : Ada (Diane Ladd)
- 2008 : Rien que pour vos cheveux : la mère de Zohan (Dina Doron)
- 2007 : Quatre mois, trois semaines, deux jours : Mrs. Aldea (Georgeta Păduraru Burdujan)
- 2009 : Transformers 2 : La Revanche : la mère de Simmons (Annie Korzen)
- 2009 : Paul Blart : Super Vigile : Margaret Blart (Shirley Knight)
- 2010 : Sex and the City 2 : Magda (Lynn Cohen)
- 2014 : Paddington : la tante Lucy (Imelda Staunton)
- 2018 : 6 Balloons : Gloria (Jane Kaczmarek)
- 2021 : The French Dispatch [réf. nécessaire]

#### Films d'animation
- 1983 : Les Dalton en cavale : voix féminines
- 1987 : Les Aventures des Chipmunks : Alvin
- 1993 : Poucelina : Mme Toad, la lapine
- 2002 : Cendrillon 2 : la comtesse le Grand[16]
- 2006 : Astérix et les Vikings : Bonemine
- 2006 : Cars : Lizzie[n 2]
- 2006 : Frère des ours 2 : Tante Siqiniq
- 2006 : Barbie Fairytopia: Mermaidia : Delphine
- 2007 : Barbie Fairytopia : Magie de l'arc-en-ciel : Delphine
- 2008 : Barbie et la magie de Noël : l'Esprit des Noëls présents
- 2008 : Sacré Pétrin : Piella Bakerwell
- 2015 : Les Grandes Grandes Vacances : Émilie dite Mamili
- 2017 : DC Super Hero Girls : Jeux intergalactiques : Mamie Bonheur
- 2017 : Cars 3 : Lizzie[n 2]

### Télévision

#### Téléfilms
- Patty Duke dans :
  - De parents inconnus (1993) : Beth Thompson
  - Mariage contrarié (2006) : Bridget Connolly
- Jane Kaczmarek dans :
  - Jenifer (2001) : Valérie Estess
  - Des bleus au cœur (2010) : Marie Jones

- 1966[17] : Un nommé Kiowa Jones : Amilia Rathmore (Diane Baker)
- 1986 : L'Affaire Protheroe : Griselda Clement (Cheryl Campbell)
- 1991 : Mon fils, ma haine : Mary Anne Cortino (Michele Lee)
- 1991 : La Revanche de l'au-delà : Dr Margaret Neuberger (Fionnula Flanagan)
- 1994 : Au bout de l'impasse : la mère de Arlene (Ellen Burstyn)
- 1996 : Harcèlement sur le web : Terri Lawrence (Gigi Rice)
- 1998 : Merlin : Ambrosia (Billie Whitelaw)
- 2000 : Chapitre mortel : Wilma (Joanna Noyes)
- 2001 : Scandale à l'hôpital : Beth Garret (Stephanie Zimbalist)
- 2003 : Une seconde chance à Noël : Frederica (Dixie Carter)
- 2005 : Une vie dans l'oubli : Gladys Lambert (Linda E. Smith)
- 2006 : Pour te revoir un jour : Aunt Sherrie Davis (Amy Madigan)
- 2013 : Si Noël m'était conté : Rosaleen Shaughnessy (Dawn Greenhalgh)
- 2013 : Mon amant, son père et moi : Jacqueline (Brigitte Grothum)
- 2013 : Sa dernière course : Margot Averhoff (Tatja Seibt)
- 2014 : Jingle Belle : Aretha (A. Lee Stone)
- 2015 : Un petit cadeau du Père Noël : Betsy (Linda Darlow)
- 2015 : Un roman d'amour : Jackie Billicks (Camille Mitchell)
- 2016 : Looking : l'officier de la mairie (Tyne Daly)
- 2018 : Le Livre de Noël : Mme Tumulty (Jane Alexander)
- 2020 : Ma fille, rattrapée par son passé : Marnie (Mariette Hartley)
- 2020 : Deux stars pour Noël : Ginny Roman (Barbara Pollard)

#### Séries télévisées
- Tyne Daly dans (7 séries) :
  - Cagney et Lacey (1981-1988) : l'inspecteur Mary Beth Lacey (126 épisodes)
  - Columbo (1994) : Dorothea McNally (saison 13, épisode 3 Columbo change de peau)
  - Une nounou d'enfer (1995) : Mona (saison 2, épisode 24)
  - Amy (1999-2005) : Maxine Gray (138 épisodes)
  - Grey's Anatomy (2009) : Carolyn Shepherd (saison 5, épisode 12)
  - Modern Family (2014) : Mme Plank (saison 6, épisode 5)
  - Mom (2021) : Barbara (saison 8, épisode 9)
- Kathy Najimy dans (6 séries) :
  - Chicago Hope : La Vie à tout prix (1996) : Dr Barbara « Bix » Konstadt (3 épisodes)
  - Les Dessous de Veronica (1997-2000) : Olive Massery (67 épisodes)
  - Numb3rs (2006-2007) : Dr Mildred « Millie » Finch (9 épisodes)
  - Drop Dead Diva (2009) : Claire Porter (saison 1, épisode 7)
  - Desperate Housewives (2009) : l'inspecteur Denise Lapera (saison 6, épisode 7)
  - The Big C (2013) : la thérapeute de Cathy (4 épisodes)
- Jane Kaczmarek dans (5 séries) :
  - Malcolm (2000-2006) : Loïs (146 épisodes)
  - Help Me Help You[18] (2006) : Anne Hoffman (6 épisodes)
  - Raising the Bar : Justice à Manhattan (2008-2009) : le juge Trudy Kessler (25 épisodes)
  - The Middle (2012-2013) : Sandy Armwood (saison 4, épisodes 7 et 17)
  - New York, unité spéciale (2013) : Pam James (saison 14, épisode 11)
- Carol Potter dans :
  - Beverly Hills 90210 (1990-1998) : Cindy Walsh (147 épisodes)
  - Sunset Beach (1997-1999) : Joan Cummings (208 épisodes)
  - Beverly Hills : BH90210 (2019) : elle-même (épisode 3)
- Shirley Knight dans :
  - Preuve à l'appui (2004) : Frances Littleton (saison 3, épisode 8)
  - Desperate Housewives (2005-2007) : Phyllis Van de Kamp (5 épisodes)
  - Drop Dead Diva (2009) : Millie Carlson (saison 1, épisode 12)
- Denise Dowse (en) dans :
  - Nip/Tuck (2004) : Cecily Sutherland (saison 2, épisode 5)
  - Shark (2007) : la juge Jane Briar (3 épisodes)
  - Secrets and Lies (2015) : Elaine Williams (9 épisodes)
- Stephanie Zimbalist dans :
  - Les Enquêtes de Remington Steele (1982-1987) : Laura Holt (94 épisodes)
  - Les Anges du bonheur (2001) : Jessica Albright (saison 8, épisode 8)
- Brenda Vaccaro dans :
  - Columbo (1993) : Jess McCurdy (saison 9, épisode 6)
  - Gypsy (2017) : Claire Rogers (10 épisodes)
- Robin Riker dans :
  - Amour, Gloire et Beauté (2008-2010) : Elizabeth « Beth » Logan (47 épisodes)
  - The Glades (2010-2013) : Jody Cargill (3 épisodes)
- Dale Raoul dans :
  - True Blood (2008-2014) : Maxine Fortenberry (25 épisodes)
  - Grey's Anatomy (2011) : l'infirmière (saison 7, épisode 22)
- 1977 : Columbo : la prof de danse (Marie Silva-Alexander) (saison 7, épisode 1)
- 1980 : Flamingo Road : Lute-Mae Sanders (Stella Stevens) (1re voix)
- 1981-1982[19] : Cœur de diamant : Luíza Sampaio (Vera Fischer) (155 épisodes)
- 1983-1984 : Dynastie : Tracy Kendall (Deborah Adair) (21 épisodes)
- 1984[20] : Charles s'en charge : Jill Pembroke (Julie Cobb) (1re voix[21])
- 1984 : Le Fléau : Rae Flowers (Kathy Bates) (mini-série)
- 1986-1987 : Santa Barbara : Caroline Wilson Lockridge (Lenore Kasdorf) (87 épisodes)
- 1987 : Loin de ce monde : Donna Garland (Donna Pescow)[22]
- 1989 : L'Enfer du devoir : Dr Jennifer Seymour (Betsy Brantley) (8 épisodes)
- 1990-1991 et 2017 : Twin Peaks : Nadine Hurley (Wendy Robie) (2e voix, saisons 2 et 3)
- 1991-1993 : Dinosaures : Frances « Fran » Sinclair (Jessica Walter) (1re voix)
- 1993 : X-Files : Aux frontières du réel : Darlène Morris (Carrie Snodgress) (saison 1, épisode 4)
- 1993 : J. F. K. : Le Destin en marche : Rose Fitzgerald Kennedy (Diana Scarwid) (mini-série)
- 1994 : Une nounou d'enfer : elle-même (Shari Lewis) (saison 2, épisode 20)
- 1994 : RoboCop : Fanny LaMour (Jennifer Dale)
- 1994-1998 : Code Lisa : Marcia Donnelly (Melendy Britt puis Melanie Chartoff)[23]
- 1998-2019 : Inspecteur Barnaby : Amy Lyddiard (Joanna David) (saison 1, épisode 1), Beatrice Chatwyn (Alison Fiske) (saison 4, épisode 3), Tessa Hawksley (Dinah Stabb) (saison 6, épisode 3), Ruby Wilmott (Julia McKenzie) (saison 9, épisode 4), Marissa Clarke (Nicola Redmond) (saison 10, épisode 1), Patricia Blackshaw (Sarah Badel) (saison 12, épisode 3), Mary Morgan (Kika Markham) (saison 13, épisode 3) et Sylvia Reynolds (Elaine Paige) (saison 20, épisode 1)
- 1999 : Charmed : Betty, une cliente de Buckland (Pamela Koch) (saison 2, épisode 6)
- 1999 : V.I.P. : elle-même (Morgan Fairchild) (saison 1, épisode 21)
- 1999 : Un cas pour deux : Katja Overbeck (Loni von Friedl) (saison 19, épisode 2)
- 1999-2007 : Les Soprano : Rosalie Aprile (Sharon Angela) (37 épisodes)
- 2000 : Power Rangers : Sauvetage éclair : Coco Cachemir [Qui ?]
- 2000-2004 : Sex and the City : Magda (Lynn Cohen)
- 2001 : Friends : une invitée du mariage [Qui ?] (saison 7, épisode 1)
- 2001 : Charmed : Fran Peters (Shirley Prestia) (saison 3, épisode 12)
- 2001 : Commissaire Léa Sommer : Jutta (Justine del Corte) (saison 5, épisode 4)
- 2001 : Urgences : Mme Jenkins (Conchata Ferrell) (saison 8, épisode 1)
- 2001 : Le Renard Rita Sperber (Ursela Monn (de)) (S25E07 : 'Double meurtre')
- 2001-2007 : Reba : Reba Hart (Reba McEntire) (125 épisodes)
- 2002 : Star Trek: Enterprise : V'Lar (Fionnula Flanagan) (saison 1, épisode 23)
- 2002 : New York, unité spéciale : Jessica Blaine-Todd (Mary Beth Hurt) (saison 3, épisode 20)
- 2002 : Rex, chien flic : Elli Lischka (Bettina Redlich) (saison 8, épisode 11)
- 2002 : Le Renard : Monika Schett (Ursela Monn) (S26E03)
- 2002-2004 : Dead Zone : Vera Smith (Anna Hagan) (6 épisodes)
- 2003 : New York, unité spéciale : le professeur d'art (Lynn Cohen) (saison 5, épisode 1)
- 2004 : Will et Grace : Anette, la mère de Vince (Lee Garlington) (saison 7, épisodes 10 et 11)
- 2006-2007 : Les Hauts et les Bas de Sophie Paquin : Gisèle Paquin (Christiane Pasquier)
- 2006 / 2009-2021 : Grey's Anatomy : Olive Warner (Mary Kay Place) (1re voix - saison 2, épisode 21) et Evelyn Hunt (Debra Mooney) (10 épisodes)
- 2007 : Cane : Amalia Duque (Rita Moreno)
- 2007-2008 : Génial Génie : Peggy (Arabella Weir) (3 épisodes)
- 2009 : New York, unité spéciale : Dr Emily Sofer (Linda Emond) (saison 11, épisode 4)
- 2009 : Les Enquêtes de Murdoch : la comtesse Fauza [Qui ?] (saison 2, épisode 6)
- 2009 : Miss Marple : Carrie Louise Serrocold (Penelope Wilton) (saison 4, épisode 3)
- 2009 : Lie to Me : Wendy Perriman (Myra Turley) (saison 2, épisode 8)
- 2009-2011 : Private Practice : Bizzy Montgomery (JoBeth Williams) (6 épisodes)
- 2010-2011 : Bored to Death : Belinda (Olympia Dukakis)
- 2010-2015 : Meurtres à Sandhamn : Monica Linde (Louise Edlind) (15 épisodes)
- 2014-2017 : Les Héritiers : Veronika Grønnegaard (Kirsten Olesen) (6 épisodes)
- 2016 : La Folle Aventure des Durrell : la comtesse Mavrodaki (Leslie Caron) (1re voix, saison 1)

#### Séries d'animation
- 1978[24] : Galaxy Express 999 : Leuze (épisodes 7 et 8)
- 1983 : Albator 84 : Léotar (2e voix)
- 1983-1984 : Lucky Luke : personnages secondaires
- 1984 : Ferdy la fourmi[25] : voix additionnelles
- 1987 : Les Visionnaires : Virulina (1re voix)
- 1989 : Le Livre de la jungle : Mère Louve (1re voix), Sura (1re voix)
- 1991 : Très cher frère… : mère d'Émilie (1re voix) / Clarisse Barthélemy (épisodes 1 à 3)
- 1991 : Omer et le Fils de l'étoile : Veranda
- 1992 : Conan l'Aventurier : Valeria la pirate (épisode 15)
- 1992-1993 : Le Roi Arthur et les Chevaliers de Justice : Morgane (voix de remplacement)
- 1993 : Cadillacs et Dinosaures : le gouverneur Scharnhorst
- 1993 : Bonkers : Olga (épisode 1) et Ma Parker (épisode 5)
- 1993-1997 : Animaniacs : Marita Hippo[26]
- 1997-1998 : Fifi Brindacier : voix additionnelles
- 1999 : Hercule : Déméter (épisode 36)
- 2002-2004 : Esprit fantômes : Agathe
- 2003-2004 : Moi Willy, fils de rock star : Madame Devigna (saison 1, épisode 9), Suzie (saison 2, épisode 10)
- 2008 : Eliot Kid : Brigitte (2e voix)
- 2009[27]-2020 : Archer : Malory Archer[28] (1re voix, saisons 1 à 11)
- 2010-2011 : Élasto Culbuto : Selma Culbuto[29]
- 2012 : Cars Toon, épisode Martin remonte le temps : Lizzie
- 2015-2017 : Harvey Beaks : voix additionnelles
- 2015-2018 : DC Super Hero Girls : Mamie Bonheur[30]

## Publications
- Trucs et astuces de nos grands-mères : entretenir et embellir sa maison, Éditions Atlas, 2012
- Trucs et astuces de nos grands-mères : prendre soin de son linge et de ses vêtements, Éditions Atlas, 2012
- C'est comment votre nom déjà ?, L'Archipel, 2013